# Parafia Opatrzności Bożej w Gaszowicach
Parafia Opatrzności Bożej w Gaszowicach – rzymskokatolicka parafia należąca do dekanatu pszowskiego w archidiecezji katowickiej. Została utworzona 18 listopada 1929 roku.

## Historia
Przed powstaniem kościoła w Gaszowicach tereny te były przypisane do parafii św. Małgorzaty w Lyskach. 6 stycznia 1927 za poparciem ks. T. Reginka, proboszcza kościoła Matki Boskiej Bolesnej w Rybniku, i za zgodą ks. P. Kuczki, proboszcza z Lysek, powołano komitet budowy kościoła, w skład którego wszedł ks. Ryszard Broda, ówczesny wikary kościoła Matki Bożej Bolesnej w Rybniku. Został on mianowany proboszczem parafii i budowniczym kościoła pod wezwaniem Opatrzności Bożej w Gaszowicach.
Budowę rozpoczęto w lutym 1927 od przebudowy zamku na prezbiterium i mieszkanie dla kapłana. Następnie wzniesiono nawę głównej z wieżą. Z początkiem września utworzono i poświęcono cmentarz parafialny, a 14 września został zainstalowany metalowy krzyż. W budowie kościoła uczestniczyli mieszkańcy Gaszowic i okolicznych wsi: Piec i Szczerbic. W niedzielę 20 listopada 1927 wikariusz generalny diecezji katowickiej, ks. infułat W. Kasperlik, poświęcił kościół, sprawując mszę na prowizorycznym ołtarzu.

## Grupy parafialne
Na terenie parafii działa kilka grup parafialnych:
- Ministranci,

- Dzieci Maryi,

- Dorośli lektorzy,

- Legion Maryi,

- Oaza Młodzieżowa,

- Żywy Różaniec.